# 대한민국 민법 제596조
대한민국 민법 제600조는 교환의 의의에 대한 민법 채권법 조문이다.

## 조문
제596조(교환의 의의) 교환은 당사자 쌍방이 금전 이외의 재산권을 상호이전할 것을 약정함으로써 그 효력이 생긴다.

第596條(交換의 意義) 交換은 當事者 雙方이 金錢 以外의 財産權을 相互移轉할 것을 約定함으로써 그 效力이 생긴다.

## 참고 문헌
- 오현수, 일본민법, 진원사, 2014. ISBN 978-89-6346-345-2
- 오세경, 대법전, 법전출판사, 2014 ISBN 978-89-262-1027-7
- 이준현, LOGOS 민법 조문판례집, 미래가치, 2015. ISBN 979-1-155-02086-9

## 같이 보기
- 교환